# Charlottenhof (Essen)

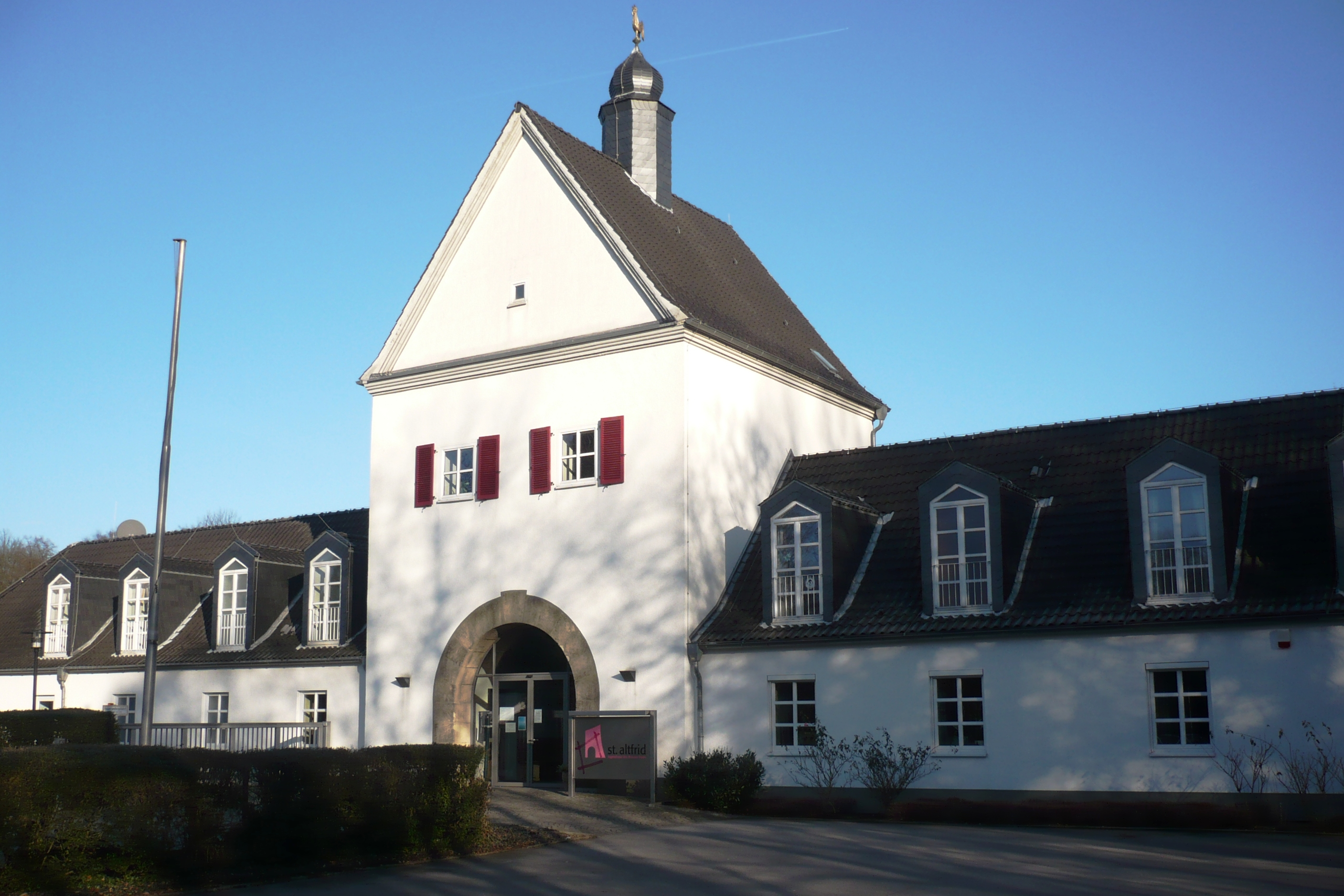
Jugendbildungsstätte St. Altfrid, ehem. Haus Charlottenhof – 2008

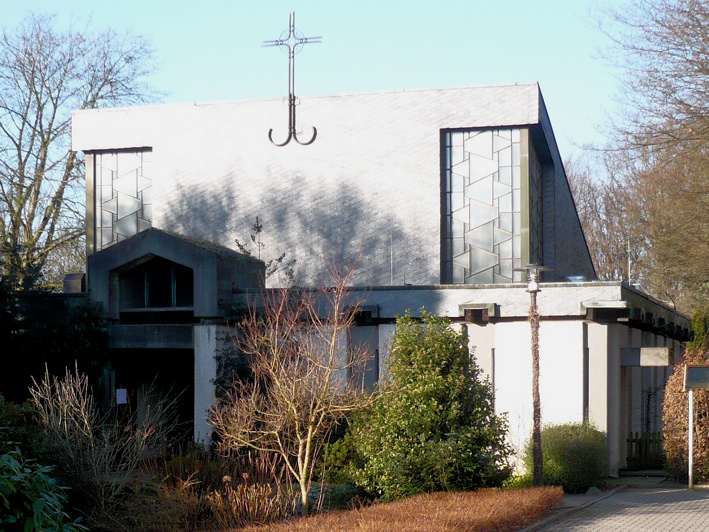
Kirche St. Altfrid – 2008

Der Charlottenhof war eine Unternehmervilla bei Kettwig, heute ein Stadtteil von Essen. Seit 1960 befindet sich in der, in der Grundform erhaltenen, Vorburg, sowie in ungefähr fünf Neubauten, die Jugendbildungsstätte St. Altfrid des Bistums Essen.

## Geschichte
Der Unternehmer und später verurteilte NS-Kriegsverbrecher Friedrich Flick ließ auf den Höhen am südlichen Ruhrufer, gegenüber von Kettwig, in den 1920er Jahren den Charlottenhof errichten. Er beauftragte den Architekten Paul Schultze-Naumburg. Man sagt, dass das Bauwerk Flicks Frau Charlotte nicht gefallen haben solle. Oder die Familie sah sich gezwungen, wie manch andere Industrielle im Ruhrgebiet zur Zeit der Weimarer Republik, sich an einen sichereren Ort zu begeben. Daraufhin überließ Flick die Villa der Volkswohlfahrt und später der Organisation Todt. Der Ruhrstab saß ab 1943 hier. Im Zweiten Weltkrieg wurde das Gebäude nahezu völlig zerstört.
Ursprünglich war das Haupthaus der Villa ein zweigeschossiger Putzbau, in dessen Mitte zur Ruhr hin zeigend sich ein turmartiger Vorbau befand. Die Grundform der schlichten Vorburg, des Wirtschaftshofes, ist bis heute erhalten geblieben. Ein rechteckiger Hof befindet sich hinter einem turmförmigen Torbau mit eingeschossigen Gebäudeflügeln.
Das Erzbistum Köln übernahm 1950 die Anlage und überließ sie sieben Jahre später dem neugegründeten Bistum Essen. Die Grundmauern des Schlosses wurden in den Jahren 1966/1967 in einen Neubau mit einbezogen. Die Vorburg erhielt zusätzliche Bettenhäuser. Das Bistum richtete hier mit Hilfe von Schwestern aus Schuir die heutige Jugendbildungsstätte St. Altfrid ein. Daraufhin wurde in den Jahren 1977/1978 vor der Anlage eine Kirche errichtet, die am 31. Oktober 1981 durch Bischof Franz Hengsbach geweiht wurde.